# Dom von Espoo

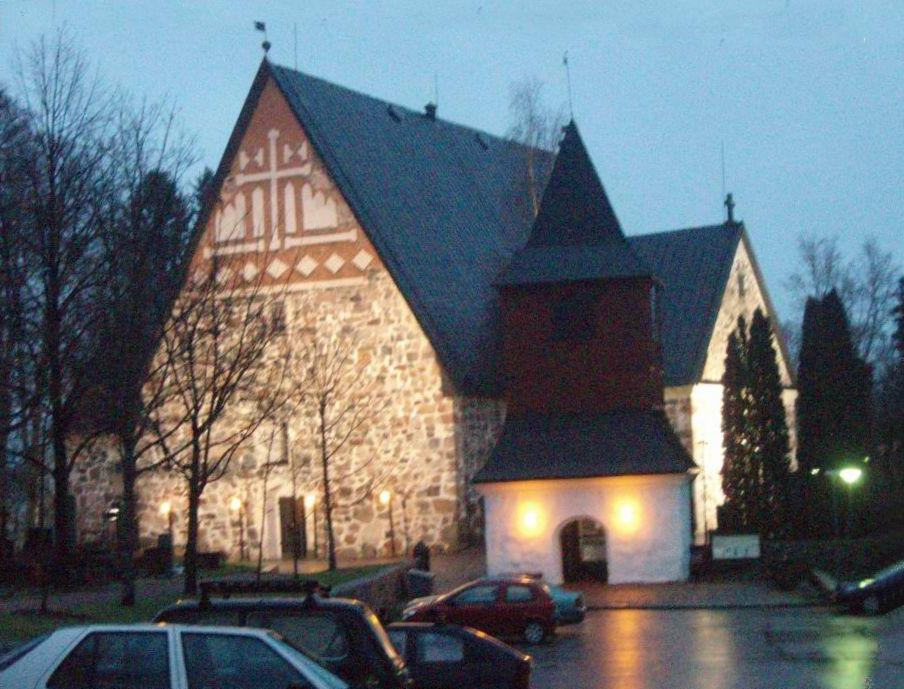
Dom von Espoo

Der Dom von Espoo (finn. Espoon tuomiokirkko, schwed. Esbå domkyrka) ist die Diözesan-Kirche des Bistums Espoo der Evangelisch-Lutherischen Kirche Finnlands und das älteste erhaltene Gebäude der Stadt Espoo.
Der schlichte kreuzförmige Bau im Stadtteil Espoon keskus aus grauen granitenen Bruchsteinen stammt aus der zweiten Hälfte der 1480er-Jahre.
Die Wände bestehen überwiegend aus roh behauenem Granit, Bruchstein und Feldstein. Die Giebeldreiecke sind jedoch aus Backstein gemauert, in mittelalterlichem Verband und geschmückt mit weiß verputzten Blenden.
Ursprünglich als dreischiffige Hallenkirche angelegt, wurde die Kirch in den 1820er-Jahren mit einem Querschiff mit Tonnengewölbe ausgestattet. In den  1930ern erhielt die Vierung ein gotisierendes Sterngewölbe.
Damit bestehen die Gewölbe aus Jochen unterschiedlicher Grundflächen und Scheitelhöhen, die jedoch auf etwa gleicher Höhe ansetzen. Damit ist die Kirche sowohl ein Zentralbau als auch eine Staffelhalle
Die heutige Orgel schuf Urkurakentamo Virtanen im Jahr 2012. Sie besitzt 41 Register und wurde im Stil Friedrich Ladegasts erbaut. Die Kosten betrugen 780.000 EUR.
Der Glockenturm stammt aus dem Jahr 1767; seine Spitze wurde 1868/69 erneuert.